# Monomorium sechellense
Monomorium sechellense är en myrart som beskrevs av Carlo Emery 1894. Monomorium sechellense ingår i släktet Monomorium och familjen myror. Inga underarter finns listade i Catalogue of Life.

## Bildgalleri

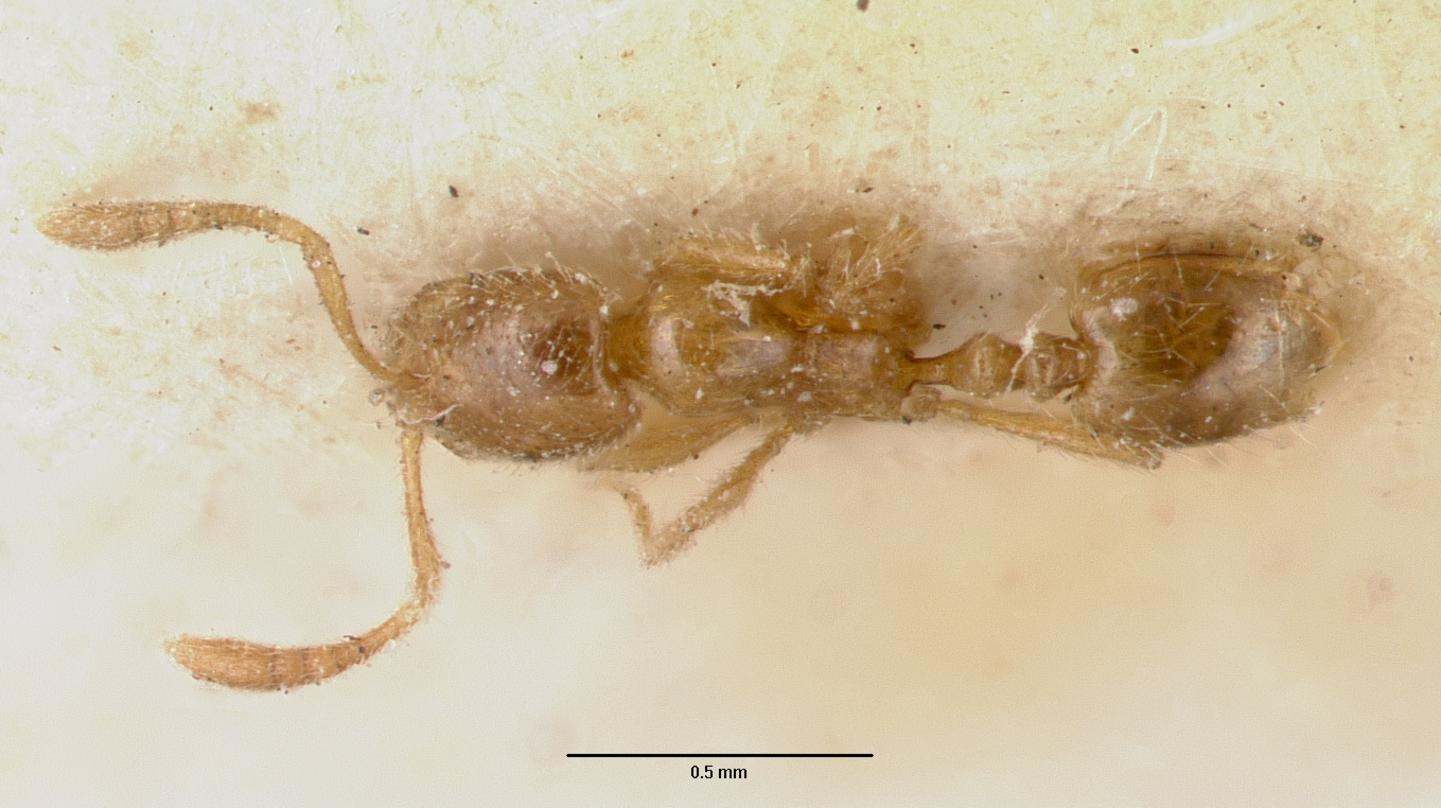
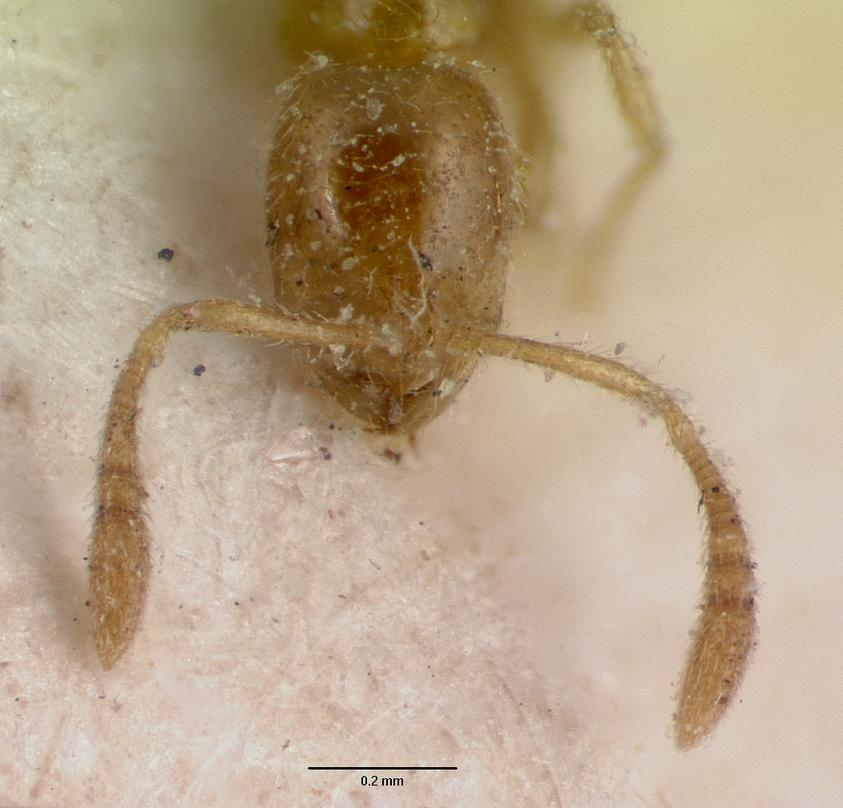
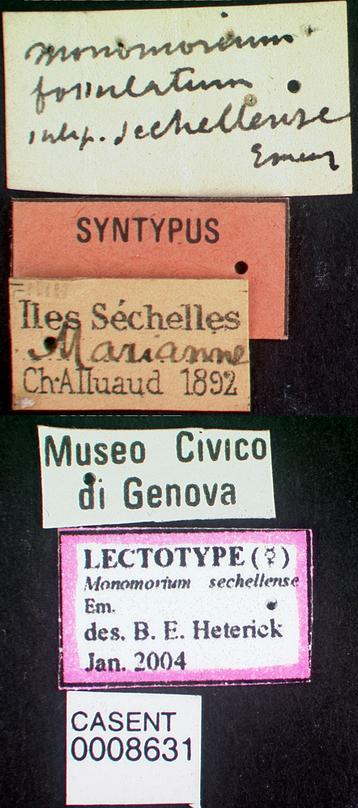
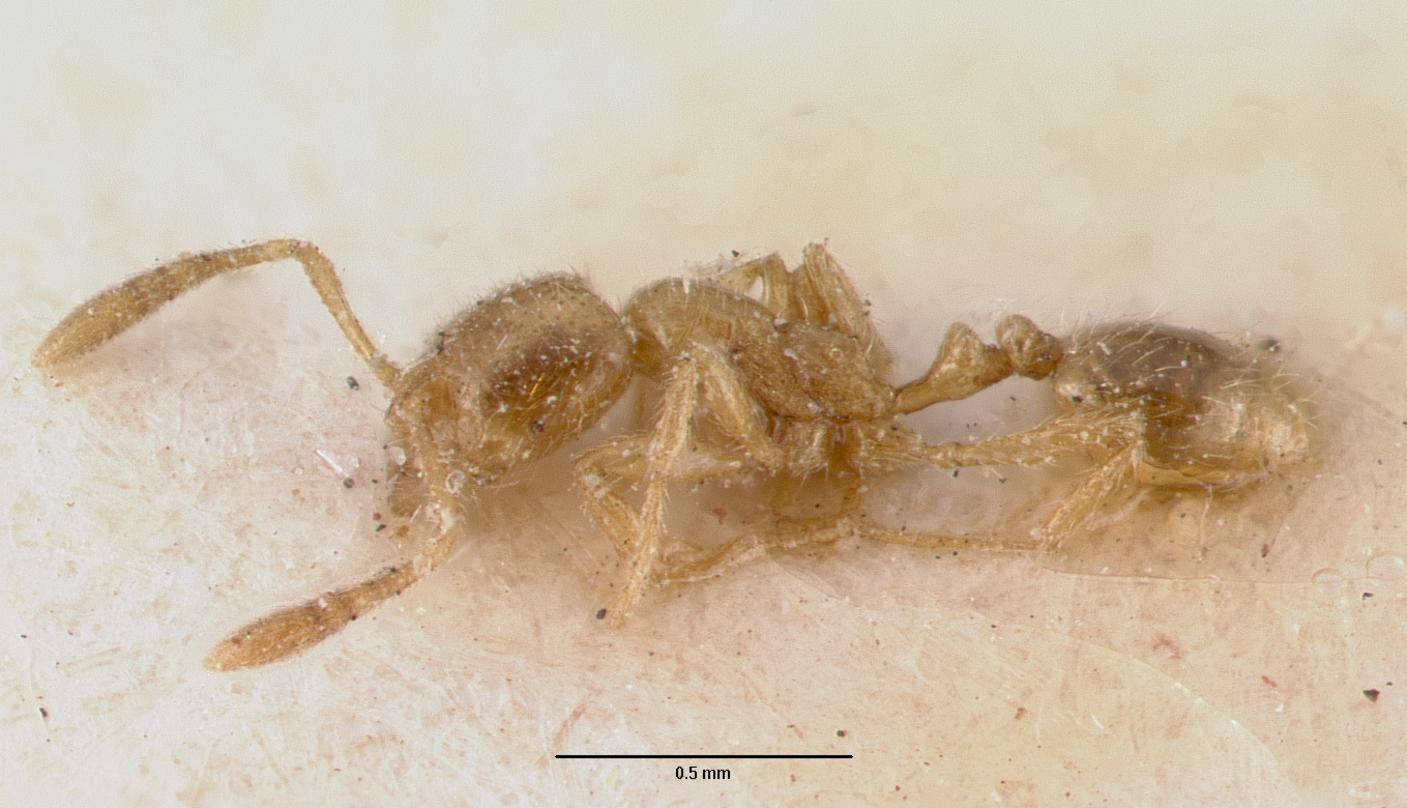
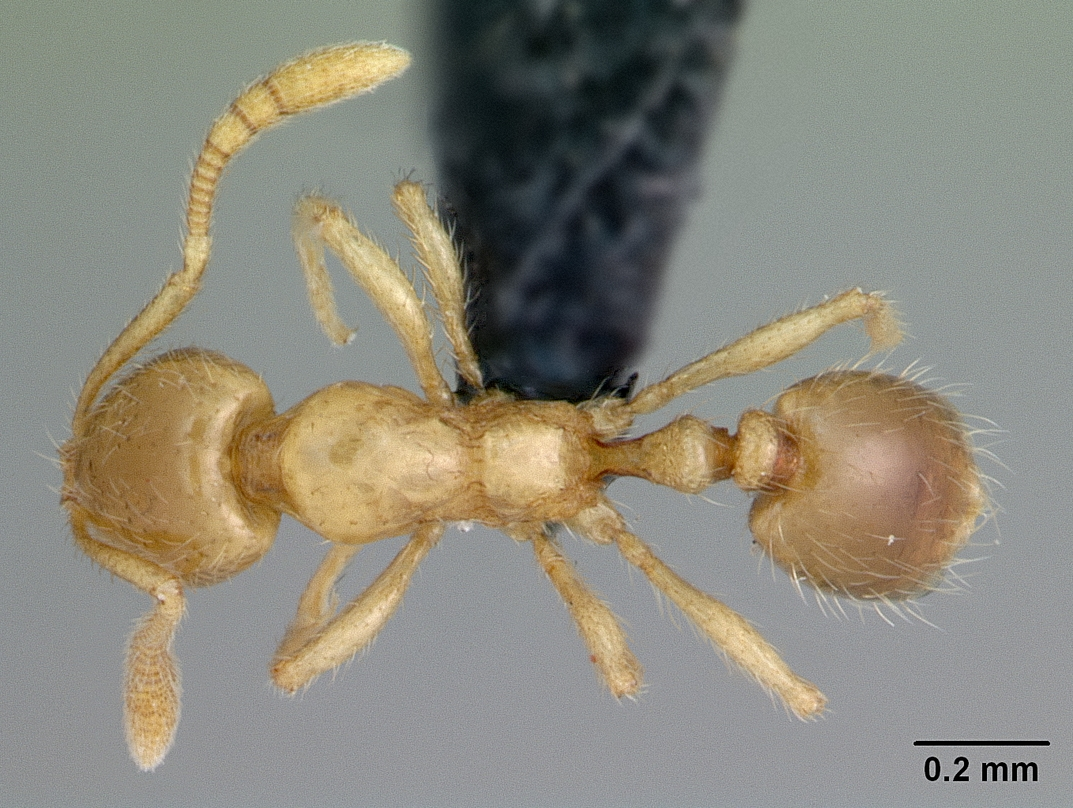
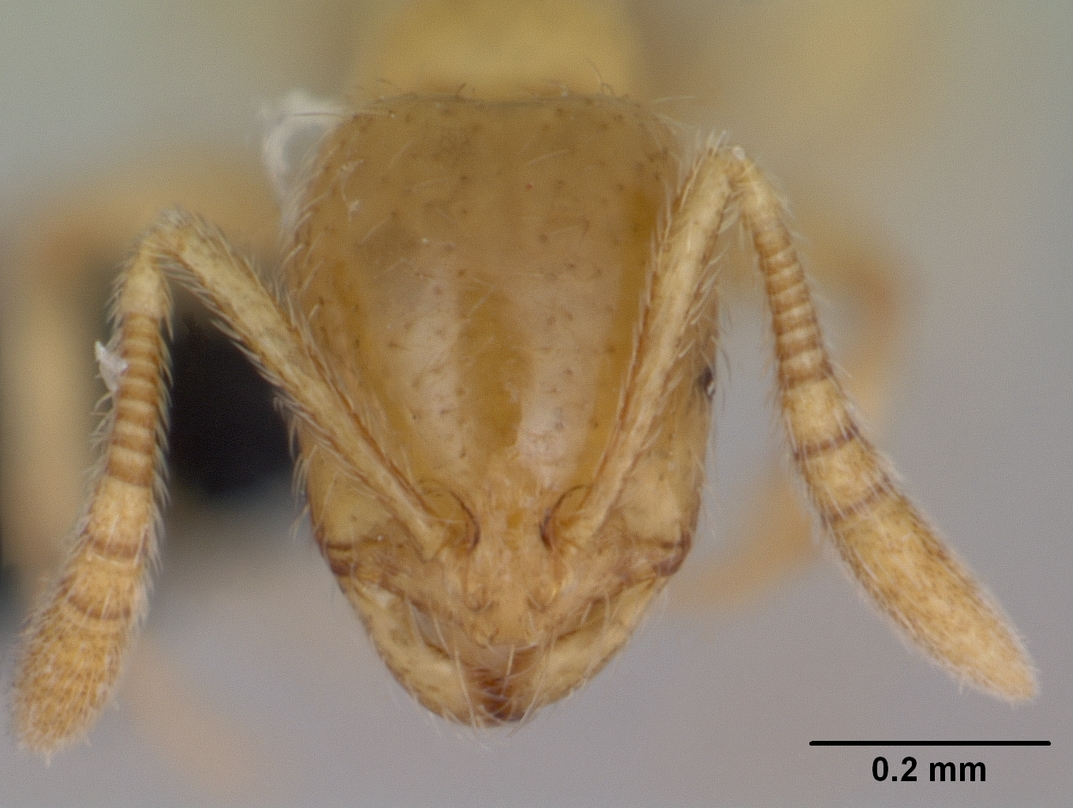